# Dr. Teeth
Dr. Teeth is een handpop uit de Amerikaanse poppenserie The Muppet Show. Hij is de leider van zijn eigen rockband, genaamd Dr. Teeth and the Electric Mayhem. Zijn bonte voorkomen bestaat onder andere uit een volle oranjekleurige baard, een gouden tand, glimmende ringen om zijn vingers en op zijn hoofd een roze hoge hoed met veer. Hij zingt met een warme, hese stem en is de verpersoonlijking van het woord cool.
Een running gag in de show was het tot onmogelijke lengtes rekken van Dr. Teeths armen, als hij op zijn instrument - een elektronisch orgel of keyboard - speelde. Dit was mogelijk doordat de bewegingen van de handen door een andere poppenspeler werden gedaan dan degene die de mond en het lichaam bewoog.
Jim Henson modelleerde deze pop, die hij zelf ontwierp en van een stem voorzag, naar de muzikant Dr. John.
De Nederlandse stem van Dr. Teeth is Roué Verveer in The Muppets en Muppets Most Wanted. Simon Zwiers sprak de stem in van Dr. Teeth voor Muppets Haunted Mansion. 